# 11066 Sigurd
11066 Sigurd (1992 CC1) là một thiên thạch Apollo được phát hiện vào ngày 9 tháng 2 năm 1992 bởi C. S. Shoemaker và E. M. Shoemaker tại trạm thiên văn Palomar.